# Косарь (археология)
Коса́рь (также серп, секач, серп-секач, косарь-серп) сосново-мазинского типа (по Сосново-Мазинскому кладу, обнаруженного в 1901 году у села Сосновая Маза Хвалынского уезда Саратовской губернии, ныне Хвалынский район Саратовской области) — бронзовое орудие (медный сплав со следами железа), наиболее распространённое в позднем бронзовом веке. 
Все названия этих орудий не оригинальны, а даны исследователями. Косарь имеет широкий клинок с горбатым обухом, оформленным утолщённым бортиком — ребром жёсткости. У большинства экземпляров на несколько зауженном заднем конце находится одно маленькое круглое или реже треугольное отверстие. У некоторых в отверстие вварен штырь. Отличается от обычных бронзовых серпов прямым лезвием, отсутствием рукоятки-крюка или пары отверстий для прикрепления деревянной рукоятки. А в отличие от серповидных ножей, остриё косаря не подходит для нанесения хоть какого колющего удара. Но известны бронзовые серпы и с одним отверстием на конце, а косарь, редком случае, имеет в задней части короткую вытянутость с двумя отверстиями, что-то вроде рукоятки. 

## Распространение и схожие виды
Косари массово представлены в составе кладов и одиночно в срубной культуре бронзового века, а также в культурах андроновского культурного массива: еловской и ирменской культурах. Также в карасукской культуре имеются ножи с аналогичными клинками, но с простыми литыми металлическими рукоятками. Находки косарей имеются также в Средней Азии. В раннем железном веке косари уже не использовались, за исключением территории Минусинской и Канской котловин и относящихся к карасукской и тагарской культурам. Они отличаются большим, чем у андроновских, изгибом обуха и вогнутым лезвием. Один обнаруженный экземпляр среднеазиатских косарей отличается полностью закруглённой передней частью и большим, чем обычно отверстием сзади. У, возможно, функционально близкого к косарям орудия из Китая, наоборот, — прямой обух при сильно закруглённом спереди лезвии и расположенная под углом к обуху художественно оформленная металлическая рукоятка.

## Назначение
Назначение косарей до конца не выяснено. Многие из известные находок являются полуфабрикатами, так как не подвергались постлитейной обработке, а также не имеют рукояток, которые, по некоторым предположениям, должны быть приварены. Но другие изделия были в разной степени доработаны и явно являлись рабочими орудиями, после чего стали материалом для дальнейшей переплавки в составе литейных кладов. По одной из версий, они использовались для расчистки угодий от мелкой поросли или как серпы. По другой версии, эти орудия должно быть как-то связаны с животноводством, так как были распространены именно у скотоводов. Есть мнение о боевом, а также универсальном назначении этих клинков.
Возможно, эти орудия и не должны были снабжаться рукоятками, о чём свидетельствует подобие рукоятки на некоторых экземплярах, отделённой от лезвия небольшим уступом. На цельнометаллических ножах и бритвах упомянутых культур одиночные отверстия располагаются всегда на заднем конце рукоятки, то есть они служили для прикрепления темляка или какого-то подвеса. Аналогично, косари могли быть готовыми изделиями с отверстиями на заднем конце. В таком случае, рукояткой может служить просто более узкий задний конец, торец которого к тому же, как и обух, прикрывает утолщение-бортик. Рукояткой мог служить даже весь обух изделия (как у ножа улу).

## Орудия железного века
Коса́рь — железное орудие, применяемое для жатвы в Восточной Европе раннего железного века. Имел различную форму режущей кромки: примерно прямую, слабо- или сильново́гнутую. Предполагается, что применялся при подсечном земледелии, особенно варианты с более прямым лезвием, которые более удобны для сбора редких колосьев, посаженных в ямки.